# John Bostock (cónego)
John Bostock DD (falecido em 18 de fevereiro de 1786) foi um cónego de Windsor de 1757 a 1786

## Carreira
Ele foi educado no Brasenose College, Oxford, onde graduou-se BA em 1730, MA em 1738, BD e DD em 1761.
Ele foi nomeado:
- Conduct do Eton College 1733-1750
- Cónego menor de Windsor 1735-1757
- Reitor de West Ilsley 1775

Ele foi nomeado para a primeira bancada na Capela de São Jorge, Castelo de Windsor em 1757, e manteve a posição até 1786. Ele foi enterrado na capela.